# Província de Villa Clara

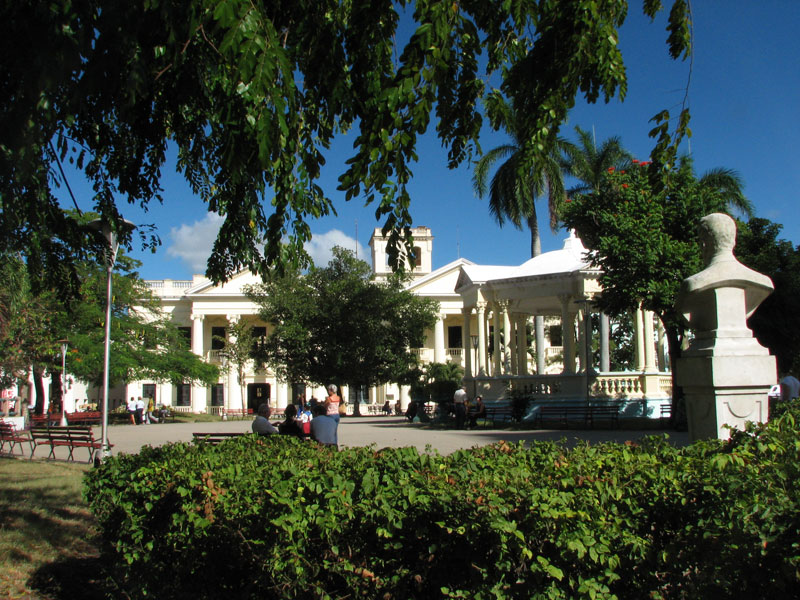
Parc Vidal de Santa Clara.

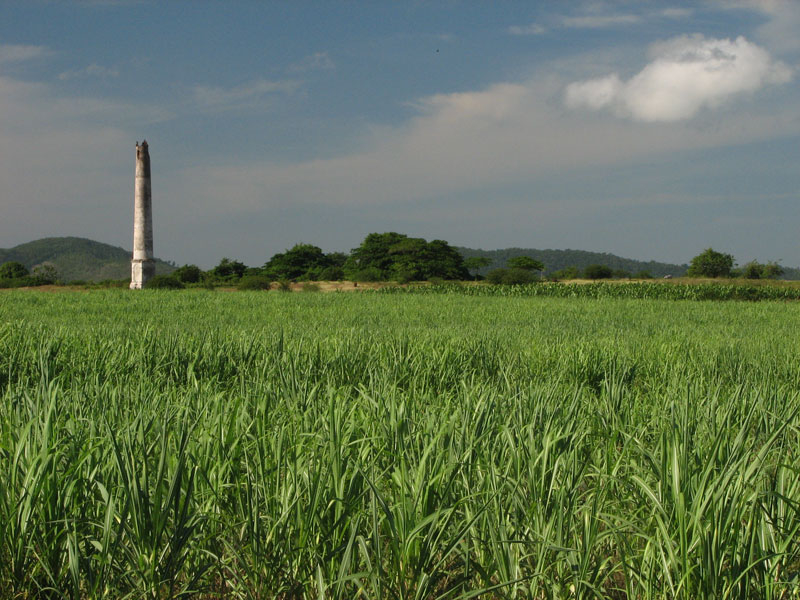
Plantacions de canya de sucre a Villa Clara

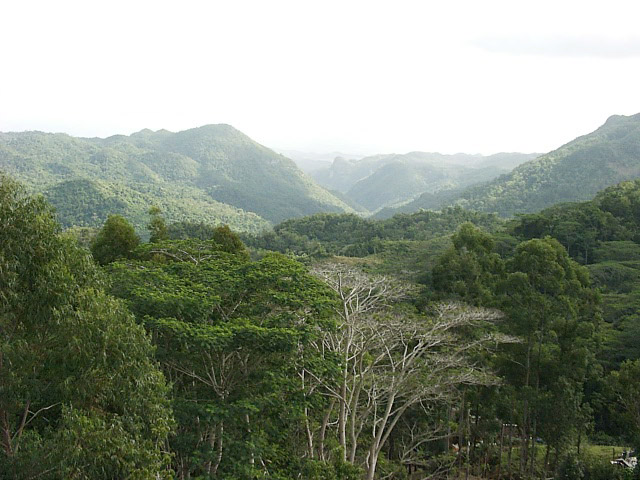
Serra d'Escambray.

La província de  'Vila Clara'  es troba a la regió central de Cuba. Limita al nord amb el Golf de Mèxic, l'estret de la Florida i el Canal Vell de les Bahames. Al sud limita amb les províncies de Sancti Spíritus i Cienfuegos.

## Orígens
A principis del Segle XVI, es van fundar les viles de Trinitat i la de Sancti Spíritus. També per aquestes primeres dècades s'inclou la fundació de San Juan de los Remedios, pel que va començar a anomenar-se'ls Los tres lugares, el 1689 es va fundar un nou assentament denominat Vila Santa Clara, ja serien Los Cuatro Lugares.

## Història
La seva capital és la ciutat de Santa Clara també coneguda com la Ciutat de Marta Abreu i el Che Guevara. A la ciutat de Santa Clara descansen les restes del Che Guevara. Aquesta ciutat, fundada el 1689 sota el nom de Gloriosa Santa Clara, era capçalera de la regió que primer va ser coneguda com Les Viles fins que finalment va adoptar la seva denominació actual.

## Divisió jurisdiccional
El 1812 Sagua la Grande es va separar de la jurisdicció de Villa Clara i Fernandina de Jagua (Cienfuegos), fundada el 1819, va aconseguir la categoria de ciutat el 1830, ambdues quedarien com jurisdiccions independents, de manera que el territori central estaria conformat per sis viles que al seu torn constitueixen regions històriques; van continuar agermanades sota el nom de las Villas, però el 9 de juny de 1878, per Reial Decret del Govern Espanyol, es va dividir el territori cubà en sis províncies que prendrien els noms de les seves ciutats capçaleres, per aquest motiu Las Villas es diria Santa Clara, nom que va mantenir oficialment fins a la Constitució de 1940 on es va reprendre el que tradicionalment, de forma popular, rebia i torna a ser Las Villas conformada per sis partits judicials: Trinidad, Sancti Spíritus, San Juan de los Remedios, Santa Clara, Sagua la Grande i Cienfuegos. Al triomf revolucionari en 1959 Las Villas va perdre part del seu territori a la Península de Zapata el que va passar a la província de Matanzas.

## Regions
El 1963 el Govern Revolucionari va organitzar les regions, com a baula intermedi entre les províncies i els municipis, a Las Villas es van constituir sis: Sancti Spíritus, Escambray, Cienfuegos, Santa Clara, Sagua la Gran i Caibarién.
Divisió Política Administrativa

## Economia
L'economia va mantenir una consolidada tradició  sucrera fins a data molt recent en què aquesta activitat es va deprimir producte de l'enorme crisi econòmica i literalment està travessant un procés de reestructuració encaminat a una gradual eliminació de l'àmbit econòmic. Altres activitats econòmiques importants són: la indústria de productes electrodomèstics i semipesada, la indústria química, la pesca, el cultiu del cafè i l'activitat silvicultural. Són importants també els vivers de mariscs de Caibarién, poblat eminetemente de pescadors. El turisme està localitzat a les zones del llac Hanabanilla i l'Escambray, en el caure
 i costes del nord i al balneari d'aigües miner - medicinals i termals d'Elguea. La província està limitada al nord per un sistema de cais, amb petites platges d'aigües netes i fina sorra blanca, que conviden al busseig ia la fotografia submarina. Aquesta província compta amb una capacitat total d'embassaments hidràulics de 881.200.000 de metres cúbics.

## Demografia
La població total de la província és de 833 424 habitants, el 77,4% dels quals viu a la zona urbana. La taxa bruta de natalitat és de 13,8 per mil habitants, mentre que la taxa bruta de mortalitat és de tot just 7,7 per mil habitants. L'esperança de vida a Villa Clara és de 76 anys.